# Fan Noli
Fan Noli vagy Fan S. Noli (eredetileg Theofan Stilian Noli; nevének ejtése fan nɔli; İbriktepe, albánul: Qytezë, 1882. január 6. – Fort Lauderdale, Amerikai Egyesült Államok, 1965. március 13.) albán politikus, ortodox egyházi vezető, műfordító és költő. 1924-ben Albánia miniszterelnöke és ügyvezető államfője. Az alig fél évig fennálló Noli-kabinet Albánia történetének első és évtizedekig egyetlen nyugati típusú, polgári demokratikus kormánya volt.

## Élete
Egy Edirne melletti, trákiai albán nemzetiségű faluban született, apja Stilian Noli ortodox egyházi énekes volt. Edirnei tanulmányai után kis konstantinápolyi kitérővel 1900-ban Athénba ment, ahol házitanítóskodásból és alkalmi fordításokból tartotta fenn magát. Hamarosan vándorszínészekhez csatlakozott, akikkel bejárta a Földközi-tenger vidékét. 1903-ban, Alexandriában kivált a társulatból és a helyi ortodox egyház énekese lett. 1903–1905 között az egyiptomi Sibín-el-Kómban élt, majd csatlakozott az El-Fajjúm-i albán kolóniához, ahol 1906 áprilisáig albán szépirodalmat fordított görögre. Vándorlásai során tizenhárom nyelvet megtanult, és ismeretséget kötött az emigrációban élő albán nemzeti mozgalom jeles alakjaival, Andon Zako Çajupival, Spiro Dinével és Athanas Tashkóval.
1906 májusában az egyesült államokbeli Buffalóba, majd Bostonba utazott, hogy felvegye a kapcsolatot az ottani nacionalista albánsággal. Itt előbb a Sotir Peci szerkesztette bostoni albán újságnak, a Kombinak (’Nemzet’) írt cikkeket, majd a Dielli (’Nap’) szerkesztője lett. Amikor 1907-ben hírét vette, hogy a massachusettsi Hudsonban egy ortodox pópa megtagadta a temetési szertartást egy a nemzeti mozgalomban részt vett ortodox albántól, Noli amerikai albánok egy csoportjával megalapította az albán ortodox egyházat. Ő lett az új egyház vezetője, 1908-ban pappá, 1910-ben pedig püspökké szentelték. 1911-es európai körútján több helyen tartott albán nyelvű istentiszteletet. 1908-ban beiratkozott a Harvard Egyetemre, ahol 1912-ben szerezte meg diplomáját.
1912 áprilisában Vatra (’A Szív’) néven eszmetársaival megalapította a világ albánjainak szervezetét, majd Albánia függetlenségének novemberi kikiáltása után visszatért Európába. Előbb hazája függetlenségéért kampányolt, majd 1913 júliusában életében először albán földre lépett. Az első világháború idejére ismét az Egyesült Államokba távozott, és tovább szerkesztette a Diellit. 1917-ben a Vatra vezetőjévé választották, ezzel a diaszpóra szellemi vezetőjévé vált. Diplomáciai erőfeszítéseket tett Washingtonban és Genfben azért, hogy Woodrow Wilson amerikai elnök támogassa a háború utáni Albánia függetlenségét. 1920-ban Noli mint az amerikai albánok képviselője vett részt a lushnjai kongresszus, majd az albán nemzetgyűlés munkájában. Csatlakozott a reformgondolkodók gyűjtőpártjához, a Néppárthoz, amelynek hamarosan szellemi vezetője lett. A Sylejman Delvina kormánya által a párizsi békekonferenciára menesztett, a függetlenséget követelő albán delegációt Fan Noli vezette.

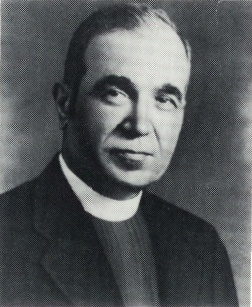
Fan Noli 1920 körül

1922 januárjában külügyminiszteri posztot kapott Xhafer Ypi néppárti kormányában, amelyben a belügyi tárcát Amet Zogu, a későbbi király vezette. Noli hamarosan szembekerült Zogu egyre konzervatívabb és erőszakosabb politikájával és pár hónap elteltével kivált a kormányból. Sylejman Delvinával és Avni Rustemival Demokraták Ellenzéki Pártja néven megszervezte a kormány ellenzékét. A szövetség eltérő vallási-politikai hátterű és érdekű albánokat tartott össze, akik a Zogu-ellenes harcban találták meg közös céljukat. Voltak köztük a földreformot sürgető parasztvezetők, a határon kívül rekedt Koszovó és Nyugat-Macedónia visszaszerzéséért küzdő revizionisták és nyugati gondolkodású reformer értelmiségiek is. Eközben az 1922. szeptember 12-én zárult berati kongresszuson kinevezték az önálló albán ortodox egyház tirana-durrësi püspökévé, 1923. november 21-én pedig korçai püspökké.
1924 februárjában Zogu egy ellene elkövetett merényletben megsebesült. Miután április 20-án a nyílt utcán meggyilkolták a radikális ifjak vezetőjét, Avni Rustemit, sejthető volt, hogy a merénylet hátterében Zogu közvetlen hívei állnak. Rustemi temetése hatalmas tömegdemonstrációkra adott alkalmat, a túlfűtött gyászbeszédet Noli tartotta, s az elégedetlenség országos szintű lett. Az ennek élére álló Bajram Curri fegyveresei élén június 10-én elfoglalta Tiranát, és június 16-án Fan Noli lett a miniszterelnök, valamint ügyvezető államfőként a Legfelsőbb Tanács egyetlen tagja. Zogu a Szerb–Horvát–Szlovén Királyságba menekült, de távollétében halálra ítélték. Noli húszpontos kormányprogramjában a feudalizmus teljes felszámolását, egy nyugati típusú alkotmányos kormányzás bevezetését tűzte ki célul: programjában szerepelt a földreform, a politikai szabadságjogok biztosítása, az adórendszer igazságosabbá tétele, a túlburjánzó bürokrácia felszámolása, az önkormányzatok jogosítványainak bővítése, külföldi befektetők hívása az országba, de több közlekedési, közegészségügyi és közoktatási reformot is meghirdetett. Mindez csak álom maradt, a reformok végrehajtását a legkülönfélébb érdekcsoportok akadályozták meg, azok is, akik Zogu távozásáért még síkra szálltak Noli mellett, de igazi változásokat nem akartak. Reformjait túl radikálisnak, túl modernnek és túl nyugatiasnak, az albán hagyományokkal szembenállónak érezték. Noli hónapról hónapra népszerűtlenebb lett.
Mindeközben Zogu hadsereget szervezett, a szerb vezetés pedig fegyverekkel segítette. Miután Noli bejelentette, hogy Albánia felveszi a diplomáciai kapcsolatot a Szovjetunióval, Belgrád elérkezettnek látta az időt a cselekvésre: 1924. december 13-án Zogu hadseregével átlépte az albán határt és december 24-én elfoglalta Tiranát. A Legfelsőbb Tanácsot megszüntették, Noli és miniszterei pedig 26-án Olaszországba szöktek. Most Nolin volt a sor, hogy távollétében halálra ítéljék.
Noli 1930-ban visszatért az Egyesült Államokba, ahonnan Zogu (akkor már I. Zogu néven király) reformista ellenzékét támogatta. Emellett megalapította a baloldali Republika (’Köztársaság’) című lapot, az albán ortodox egyház ügyeivel foglalkozott, bizánci zenét tanult, majd tanított, liturgikus szövegeket és szépirodalmat (például Shakespeare-t, Cervantest, Ibsent) fordított albánra, valamint albán és görög nyelvű verseket írt. A második világháború során felvette a kapcsolatot Enver Hoxhával, majd a háború után a Hoxha-kormány elismertetéséért lobbizott Washingtonban (ekkor már „vörös püspök”-ként emlegették).
Élete vége felé visszavonult a floridai Fort Lauderdale-be, és itt is halt meg 1965-ben.

## Művei
- George Castrioti Scanderbeg (1405-1468). New York: International Universities Press. 1947.
- Beethoven and the French Revolution. New York: International Universities. 1947.
- Eastern Orthodox hymnal. Boston: Albanian Orthodox Church in America. 1951.
- Eastern Orthodox catechism. Boston: Albanian Orthodox Church in America. 1954.
- Byzantine hymnal. Boston: Albanian Orthodox Church in America. 1959.
- Fiftieth anniversary book of the Albanian Orthodox Church in America, 1908-1958. Boston: Albanian Orthodox Church in America. 1960.
- Poezi të zgjedhura. Tiranë: Dituria. 1998. [Összegyűjtött versei albánul.]